# Marian Shockley
Marian Shockley, all'anagrafe, Marion Shockley (Kansas City, 10 ottobre 1908 – Los Angeles, 14 dicembre 1981), è stata un'attrice statunitense.

## Biografia
Laureata in storia nell'Università del Missouri, durante una vacanza a Los Angeles le fu offerto un provino, superato il quale iniziò la sua carriera di attrice. Dal 1930 al 1934 interpretò 19 film, perlopiù corti e con ruoli di secondo piano, tranne Heroes of the Flames e Near the Trail's End, entrambi del 1931, nei quali sostenne la parte di protagonista.
Nel 1932 fu tra le 15 selezionate delle WAMPAS Baby Stars, ma la sua carriera cinematografica non progredì. Dal 1936 al 1938 interpretò tre commedie a Broadway e ottenne i suoi maggiori successi alla radio in popolari trasmissioni, quali The Adventures of Ellery Queen, dove interpretò, dal 1939 al 1944, il ruolo di Nikki Porter, la segretaria dell'investigatore. Dal 1950 al 1953 apparve in alcune serie televisive.
Si sposò tre volte, l'ultima delle quali con l'attore Bud Collyer, fratello dell'attrice June Collyer, e non ebbe figli.

## Riconoscimenti
- WAMPAS Baby Star nel 1932

## Filmografia parziale

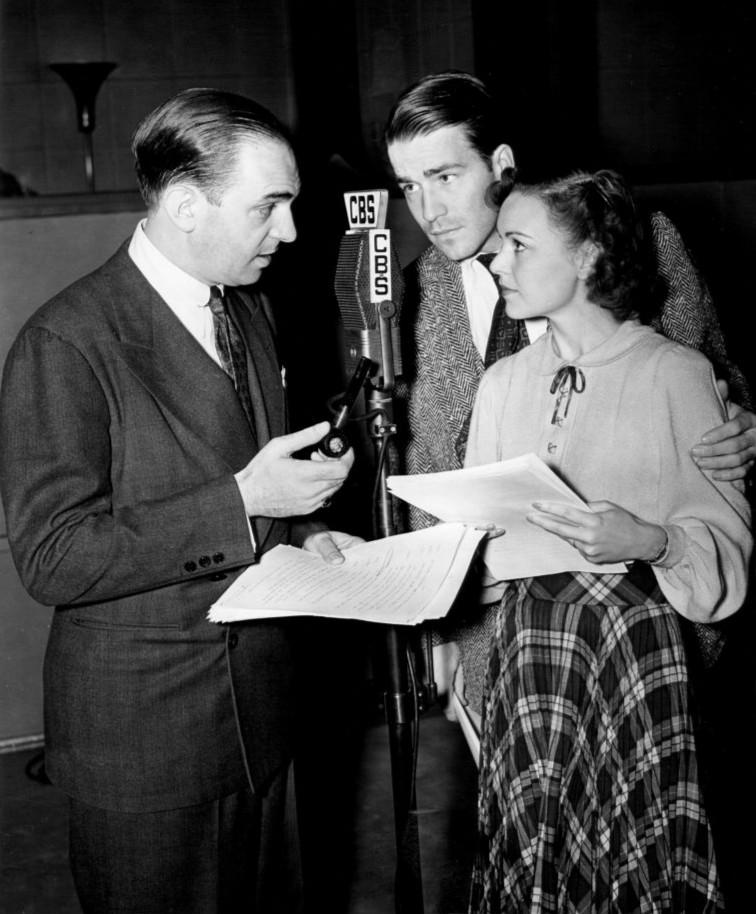
Con Santos Ortega e Hugh Marlowe nelle Avventure di Ellery Queen

### Cinema
- The Freshman's Goat, regia di Nat Ross (1930)
- Don't Give Up, regia di William Watson - cortometraggio (1930)
- The Laughback, regia di Stephen Roberts - cortometraggio (1930)
- College Cuties, regia di Nat Ross - cortometraggio (1930)
- The Lady Killer, regia di Albert H. Kelley - cortometraggio (1931)
- Disappearing Enemies, regia di Fred Guiol - cortometraggio (1931)
- Parents Wanted, regia di Fred Guiol - cortometraggio (1931)
- Open House, regia di Harry L. Fraser - cortometraggio (1931)
- Heroes of the Flames, regia di Robert F. Hill - serial (1931)
- Hello Napoleon, regia di Harry Edwards - cortometraggio (1931)
- Near the Trail's End, regia di Wallace Fox (1931)
- Torchy's Two Toots, regia di C.C. Burr - cortometraggio (1932)
- Torchy's Busy Day, regia di C.C. Burr - cortometraggio (1932)
- Torchy Rolls His Own, regia di C.C. Burr - cortometraggio (1932)
- Torchy's Kitty Coup, regia di C.C. Burr - cortometraggio (1933)
- Torchy's Turns Turtle, regia di C.C. Burr - cortometraggio (1933)
- Torchy's Loud Spooker, regia di C.C. Burr - cortometraggio (1933)
- Elinor Norton, regia di Hamilton MacFadden (1934)
- La taverna delle stelle (Stage Door Canteen), regia di Frank Borzage (1943)

### Televisione
- The Big Story
- Armstrong Circle Theatre
- The Other Wise Man - film tv (1953)